# Anischnansis burtti
Anischnansis burtti is een rechtvleugelig insect uit de familie veldsprinkhanen (Acrididae). De wetenschappelijke naam van deze soort is voor het eerst geldig gepubliceerd in 1941 door Uvarov.
1. ↑  (en) Anischnansis burtti op de IUCN Red List of Threatened Species.